# Nocaute (banda)
Nocaute foi uma banda brasileira de rock com rap, formada em 1992 em Belford Roxo, no Rio de Janeiro.

## Biografia
No início da década de 90, Belford Roxo no Rio de Janeiro, tornava-se conhecida por causa da intensa atividade musical. A banda Nocaute surgiu nesse contexto, influenciados pelas bandas de reggae e pelos grupos Racionais MC's e Public Enemy, com os rappers Nino Rap e Eddi MC, a banda grava seu primeiro CD independente em 1996, posteriormente assina um contrato com a Sony Music Brasil  em 1999 para dois trabalhos: Nocaute (disco homônimo) lançado em 1999 e CD Pirata 2001, que conquistou uma indicação ao Grammy Latino, categoria melhor álbum de rap/hip hop de 2002, em Los Angeles, nos Estados Unidos. Os singles Men's e Fim de Semana, levaram a banda a grande mídia, tornando-se assim conhecida nacionalmente.
A Nocaute, contava com a baterista Andrea Wolff, uma das únicas mulheres presentes no contexto geral do rock produzido no Brasil, na década de 90.
Nino Rap, um dos frontmans e fundadores da banda, faleceu em 12 de junho de 2014 no Rio de Janeiro.

## Discografia
- Se Gali Nema - (1996)
- Nocaute - (1999)
- CD Pirata - (2001)

## Prêmios

### Grammy Latino
| Ano  | Prêmio        | Categoria                     | Resultado |
| ---- | ------------- | ----------------------------- | --------- |
| 2002 | Grammy Latino | Melhor Álbum de Rap e Hip Hop | Indicado  |